# Cincinnati
Pour la ville de l'Iowa, voir Cincinnati (Iowa).
Cincinnati (en anglais : /ˌsɪnsɪˈnæti/) est une ville des États-Unis située dans le sud-ouest de l'État de l'Ohio, sur la rive droite de la rivière Ohio. Au recensement de 2020, il s'agissait de la troisième ville de l'Ohio (après Colombus et Cleveland) avec 309 317 habitants. La zone métropolitaine qui s'étend dans l'Ohio et les États voisins de l'Indiana et du Kentucky comptait 2 130 151 habitants, soit la 27e des États-Unis et première de l'Ohio. La ville est historiquement un important centre industriel et d'immigration ; la communauté afro-américaine y représente plus d'un tiers de la population.
Cincinnati est située dans la région du Bluegrass, sur les rives nord de l'Ohio, et sa configuration est marquée par de nombreuses collines de faible altitude. Fondée en 1788, la ville connaît un développement spectaculaire durant la première moitié du XIXe siècle, mais son importance régionale décline à la fin du siècle au profit notamment de Chicago, avec le développement du rail.
La ville est connue pour son architecture historique, en particulier dans le quartier d'Over-the-Rhine.

## Histoire

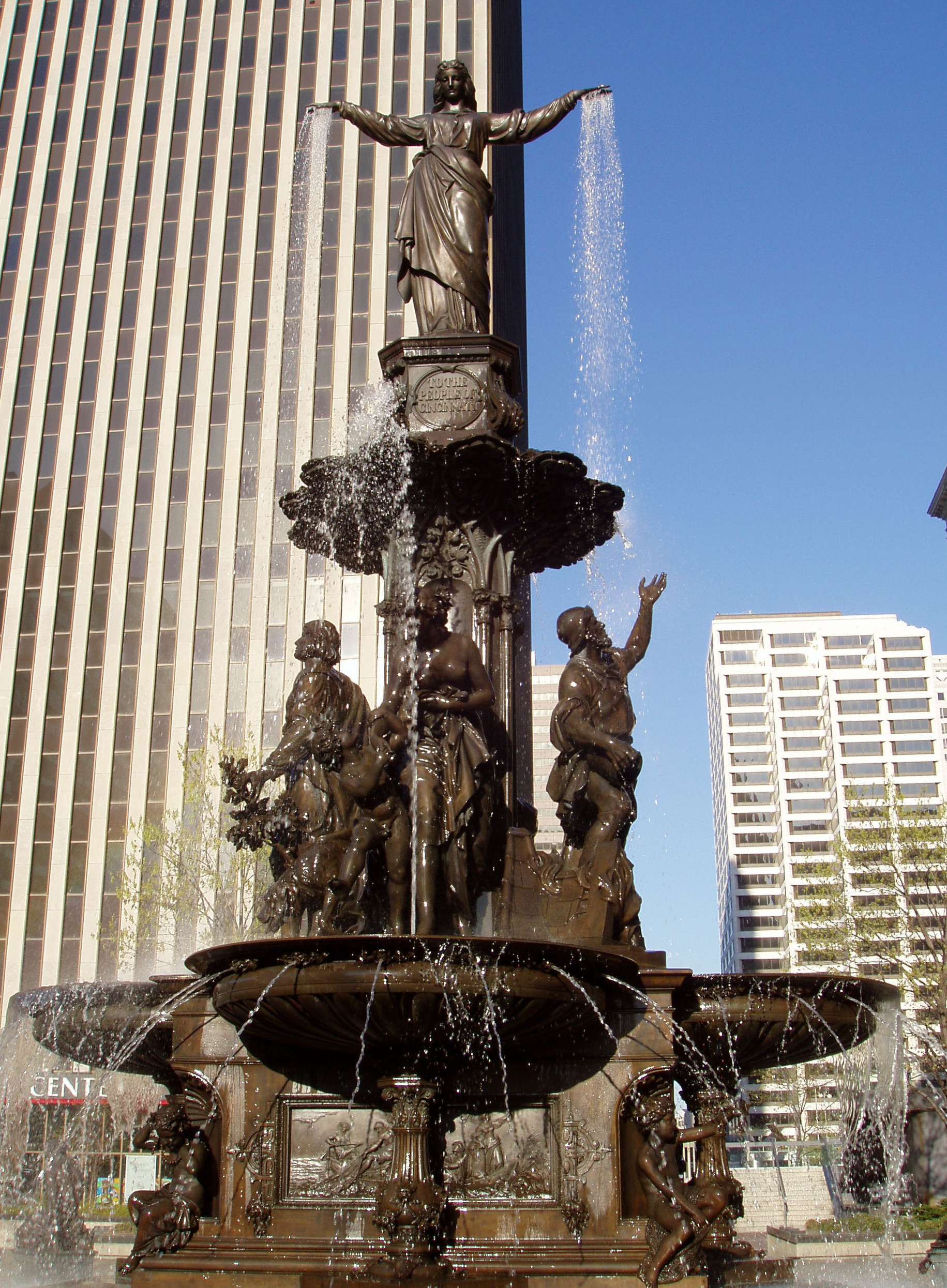
Fountain Square à Cincinnati

Cincinnati fut fondée en 1788 par John Cleves Symmes et le colonel Robert Patterson (en). L'arpenteur John Filson, auteur des Aventures du Colonel Daniel Boon (voir Daniel Boone), l'appela « Losantiville ». En 1790, Arthur St. Clair, le gouverneur du Territoire du Nord-Ouest, changea le nom de la colonie pour Cincinnati, en l'honneur de la Société des Cincinnati, dont il était le président. Celle-ci honorait George Washington, qui était considéré comme un Cincinnatus moderne, comme quand ce dernier, tel Cincinnatus, se retire sur ses terres à Mount Vernon à la fin de la guerre d'indépendance en 1783, (il s'agit d'un dictateur romain qui sauva Rome, puis se retira du pouvoir). Jusqu'à aujourd'hui, si l'on considère Cincinnati en particulier, et l'Ohio en général, on voit qu'y habitent un très grand nombre de descendants de soldats de la guerre d'indépendance des États-Unis auxquels on avait accordé des terres dans cet État.
En 1802, Cincinnati se constitua en tant que village et en 1819 elle devint une ville. L'introduction de la navigation à la vapeur dans le fleuve Ohio en 1811 et l’achèvement du canal Miami et Érié en firent une ville champignon qui crût jusqu'à accueillir 115 000 citoyens en 1850. Le surnom Porkopolis date de 1835, lorsque Cincinnati était le premier centre de production de porcs du pays, et que des troupeaux de cochons traversaient la ville. Surnommée la « reine de l'Ouest » par Henry Longfellow (bien que ce surnom fut tout d'abord utilisé dans un journal local en 1819), Cincinnati était un important arrêt du chemin de fer clandestin (Underground Railroad), qui aida de nombreux esclaves à s'échapper depuis les États du Sud. Cincinnati est aussi connue comme la « cité des Sept Collines », ce qui est probablement une référence romantique à Rome et à Cincinnatus, bien qu'il n'y ait pas d'accord à propos des collines spécifiques auxquelles se réfère ce nom.
Cincinnati est le site de nombreuses innovations historiques. Ce fut la première ville des États-Unis à établir un hôpital juif en 1850. Le premier département municipal de pompiers d'Amérique y fut établi en 1853. Établie en 1867, l'équipe de baseball Cincinnati Red Stockings devint la première équipe professionnelle de joueurs payés de ce sport en 1869. Cincinnati fut la première à construire et à posséder une ligne de chemin de fer importante en 1880. En 1902, le premier gratte-ciel en béton armé, le Ingalls Building (en), fut construit dans la ville.
En tant que ville de l'ère pionnière, elle a été comparée avec Pittsburgh et Nashville ; mais aussi à Louisville, Saint Louis et La Nouvelle-Orléans en tant que ville fluviale. Enfin, à travers son industrie et l'immigration, on l'a comparée à New York, Philadelphie, Cleveland, Chicago et Détroit.
Grâce à son fleuve et à son important système de parc, de nombreuses personnes ont commenté la beauté de Cincinnati, considérée par Winston Churchill comme « la plus belle ville de l'intérieur des terres de l'Amérique ».

### Société des Cincinnati
La Société des Cincinnati a été fondée fin mai 1783 à la suite de la guerre pour l'Indépendance des États-Unis par des officiers qui allaient se séparer après la victoire. L'organisation se voulait apolitique et la constitution rédigée par le général Henry Knox ne visait qu'à encourager la fraternité et le patriotisme et son nom évoquait le fameux romain Cincinnatus. George Washington en était d'ailleurs le président. Mais, dans un pays qui se voulait égalitaire et démocratique, beaucoup y virent une reconstitution de la noblesse puisque l'adhésion était limitée à la descendance masculine par ordre de primogéniture. Depuis un peu plus d'un siècle, l'organisation, longtemps languissante, a repris de la vigueur et elle compte aujourd'hui 3 500 membres répartis en 13 branches américaines (autant que les États à l'origine) et une branche française : la Société des Cincinnati de France. Cette branche fut créée le 7 janvier 1784 et destinée à reconnaître la contribution active des officiers généraux, colonels, amiraux et capitaines de vaisseaux français qui avaient combattu pour l'Indépendance.
Aujourd'hui la branche française n'est plus limitée à la descendance masculine par ordre de primogéniture. Ainsi on trouve aujourd'hui des Cincinnati français ne descendant pas des personnes qu'ils représentent. Par exemple le représentant de Jean-Baptiste Nompère de Champagny, duc de Cadore.
Tadeusz Kościuszko fut membre de cette organisation.

## Géographie
Selon le bureau du recensement, la ville a une superficie de 206,1 km2 dont 4,1 km2 constitués de plans d'eau (2,01 % de la surface totale). Cincinnati se situe dans la région agricole du Midwest.
L'aire urbaine Cincinnati - Middletown est la 25e plus grande des États-Unis avec 2 009 632 habitants.

### Climat
Le climat est tempéré et saisonnier. Les étés sont chauds et humides, avec des nuits chaudes. La température annuelle moyenne est de 12 °C, avec des chutes de neige moyennes de 81,3 cm et des précipitations de 1 040 mm. Les saisons les plus humides sont le printemps et l'été, bien que la pluie soit constante tout au long de l'année. L'été les pluies tombent sous forme de courtes averses chaudes pouvant survenir lors de journées de forte chaleur. Durant l'hiver, particulièrement en janvier et en février, plusieurs jours de neige peuvent être attendus, ce qui permet les sports hivernaux, bien que les chutes de neige soient moins importantes que dans le reste de l'État. Les températures hivernales vont de -3 à 6 °C, celles d'été de 19 pour les minimales nocturnes à 35 °C. La plus haute température enregistrée était de 42,2 °C le 21 juillet 1934 ; la plus basse était de −32 °C le 18 janvier 1977.

### Quartiers
La géographie unique de Cincinnati fait se blottir ses quartiers dans de petits bassins sur les flancs des collines qui les surplombent. Grâce à cela, la plupart des quartiers ont développé des identités différentes très fortes.

## Démographie
| Groupe            | Cincinnati | Ohio | États-Unis |
| ----------------- | ---------- | ---- | ---------- |
| Blancs            | 49,3       | 82,7 | 72,4       |
| Afro-Américains   | 44,8       | 12,2 | 12,6       |
| Asiatiques        | 1,9        | 1,7  | 4,8        |
| Métis             | 2,5        | 2,1  | 2,9        |
| Autres            | 1,3        | 1,2  | 6,4        |
| Amérindiens       | 0,3        | 0,2  | 0,9        |
| Total             | 100        | 100  | 100        |
|                   |            |      |            |
| Latino-Américains | 2,8        | 3,1  | 16,7       |

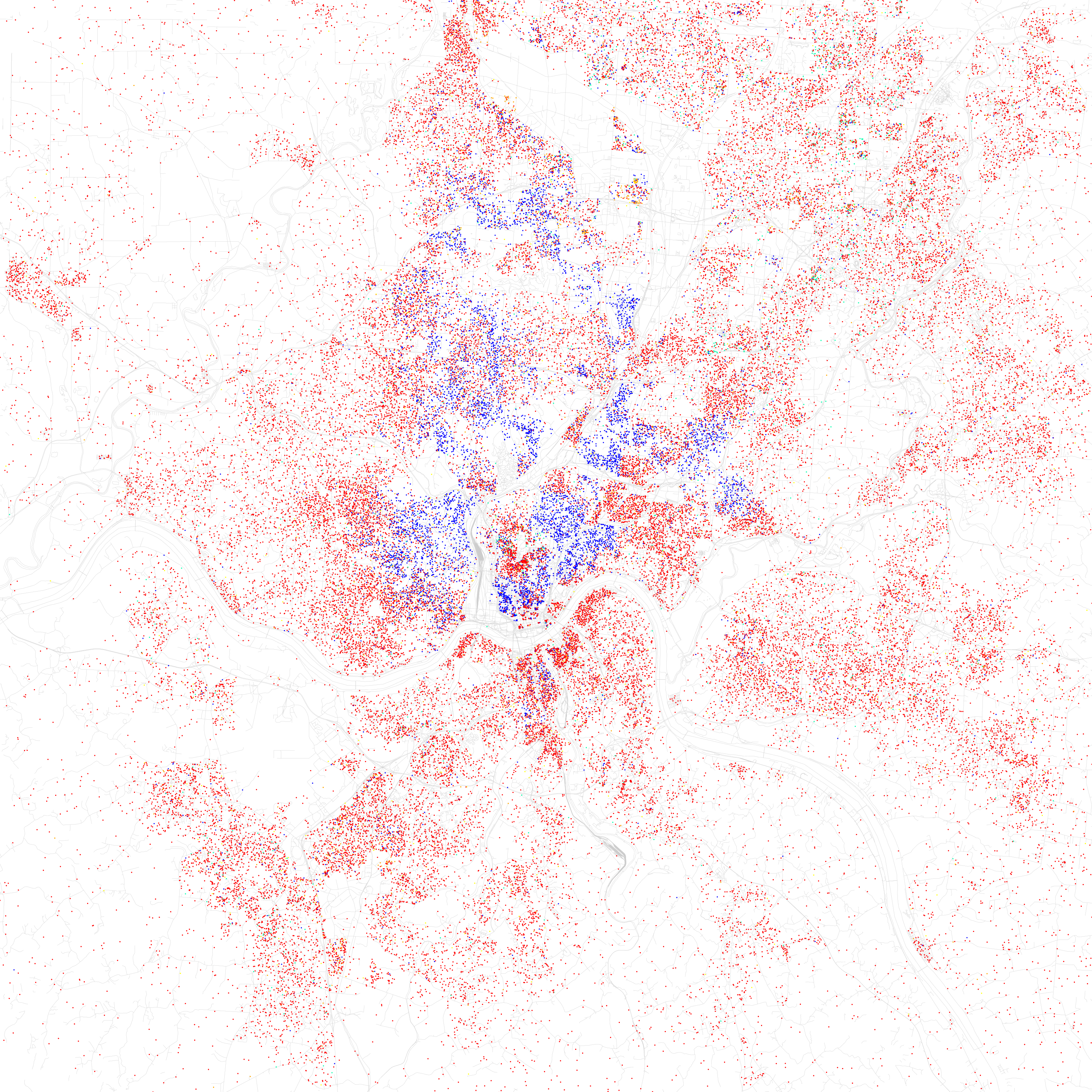
Distribution des groupes ethniques en 2010, chaque point représentant 25 personnes : Blancs non hispaniques, Afro-Américains, Asiatiques et Latinos.

Selon l'American Community Survey pour la période 2011-2015, 92,64 % de la population âgée de plus de 5 ans déclare parler l'anglais à la maison, 2,67 % l'espagnol, 0,81 % une langue africaine, 0,68 % déclare parler le français, 0,44 % une langue chinoise, 0,40 % l'allemand et 2,35 % une autre langue.
Toujours selon l'American Community Survey pour la période 2011-2015, 5,2 % de la population est née étrangère, soit un chiffre largement inférieur à la moyenne nationale (13,2 %).
Entre 2017 et 2021, le revenu par habitant était en moyenne de 34 060 dollars par an, en dessous de la moyenne de l'Ohio (34 526 dollars) et des États-Unis (37 638 dollars). De plus, 24,7 % des habitants de Cincinnati vivaient sous le seuil de pauvreté (contre 13,4 % dans l'État et 11,5 % à l'échelle du pays).
Seulement 39,1 % des habitants sont propriétaires de leur logement, contre 66,6 % au niveau de l'État et 64,6 % au niveau national. 
Enfin, 8,3 % de la population ne possède pas d'assurance maladie, contre 7,8 % au niveau de l'État et 9,3 % au niveau national.

## Culture

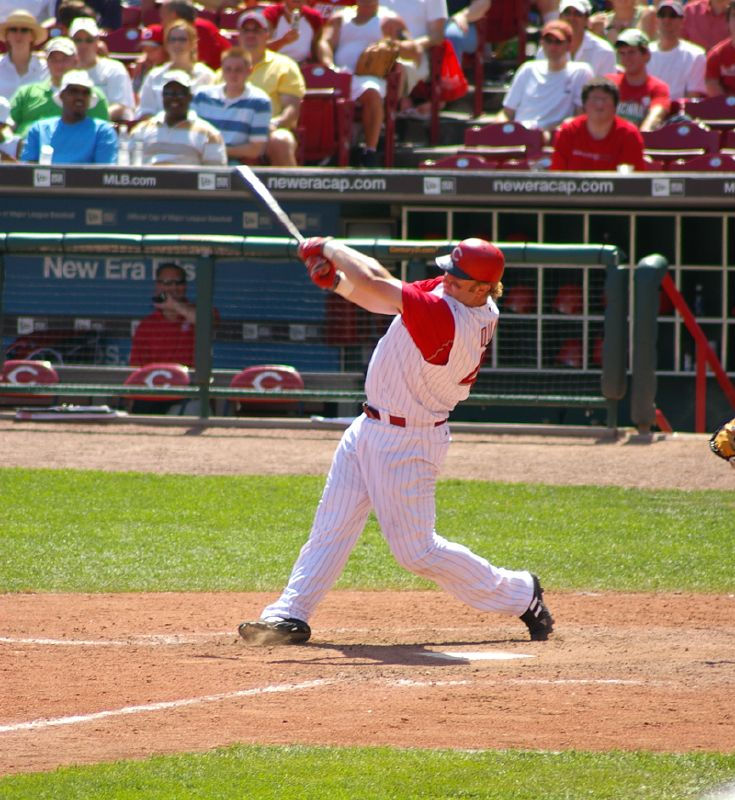
Adam Dunn, des Reds de Cincinnati.

### Sport

#### Franchises de ligues majeures
| Franchise             | Sport              | Ligue | Stade                                    | Création | Titres |
| --------------------- | ------------------ | ----- | ---------------------------------------- | -------- | ------ |
| Reds de Cincinnati    | Baseball           | MLB   | Great American Ball Park (42 319 places) | 1882     | 5      |
| Bengals de Cincinnati | Football américain | NFL   | Paul Brown Stadium (65 515 places)       | 1968     | 0      |
| FC Cincinnati         | Soccer             | MLS   | Nippert Stadium (32 250 places)          | 2015     | 0      |

#### Franchises de ligues mineures
| Franchise              | Sport            | Ligue | Stade                                | Création | Titres |
| ---------------------- | ---------------- | ----- | ------------------------------------ | -------- | ------ |
| Cyclones de Cincinnati | Hockey sur glace | ECHL  | Heritage Bank Center (14 453 places) | 1995     | 2      |

#### Équipes universitaires
- Bearcats de Cincinnati
- Musketeers de Xavier

#### Franchises disparues
- Stingers de Cincinnati (AMH puis LCH, hockey sur glace) (1975-1979)

#### Autres évènements
- La ville accueille chaque année au mois d'août un tournoi de tennis important, le Masters de Cincinnati, tournoi préparatif à l'US Open.

### Musées
- American Classical Music Hall of Fame and Museum
- Cincinnati Art Museum
- The Center for Holocaust and Humanity Education
- Cincinnati Fire Museum
- John Hauck House
- Heritage Village Museum
- Cincinnati Museum Center at Union Terminal
- Cincinnati Observatory Center
- The Contemporary Arts Center
- Drake Planetarium
- Greater Cincinnati Science Education Center
- Harriet Beecher Stowe House
- National Signs of the Times Museum
- National Underground Railroad Freedom Center
- Newport Aquarium (à Newport)
- Taft Museum of Art, ouvert en 1932
- Zoo et Jardin botanique de Cincinnati

### Musique

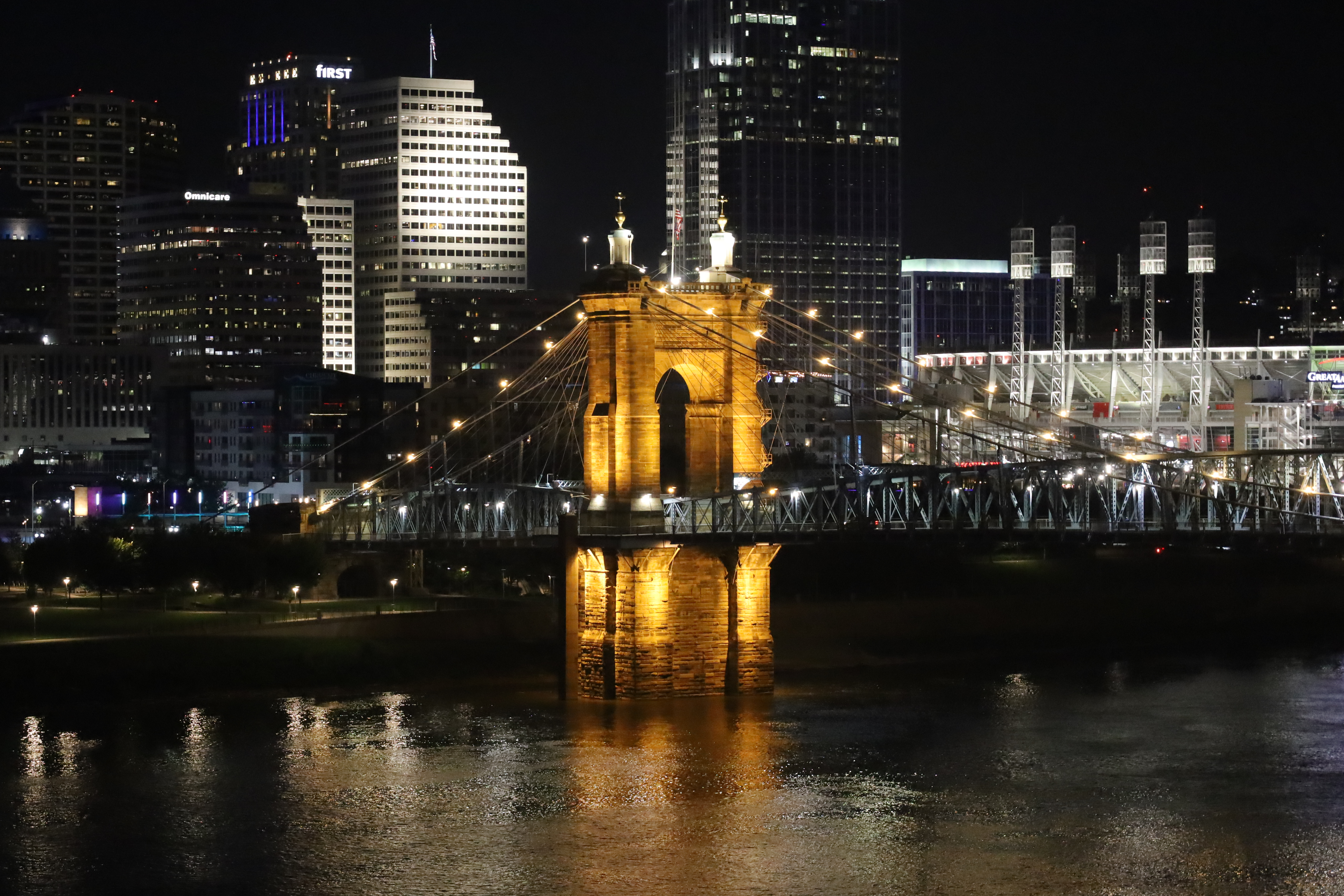
Pont suspendu de Cincinnati.

L'Orchestre symphonique de Cincinnati, basé dans le Music Hall, est l'un des orchestres américains dont la renommée ne cesse de croître, grâce notamment à ses chefs Paavo Järvi puis Louis Langrée depuis 2013. Les groupes de rock Walk the Moon, The National et Black Veil Brides sont originaires de Cincinnati.

### Jumelages
- Nancy (France) depuis 1991
- Munich (Allemagne)
- Rome (Italie) (pacte d'amitié et de coopération)
- Nouveau Taipei (Taïwan)
- Liuzhou (Chine)
- Gifu (Japon)
- Kharkiv (Ukraine)
- Netanya (Israël)

## Économie

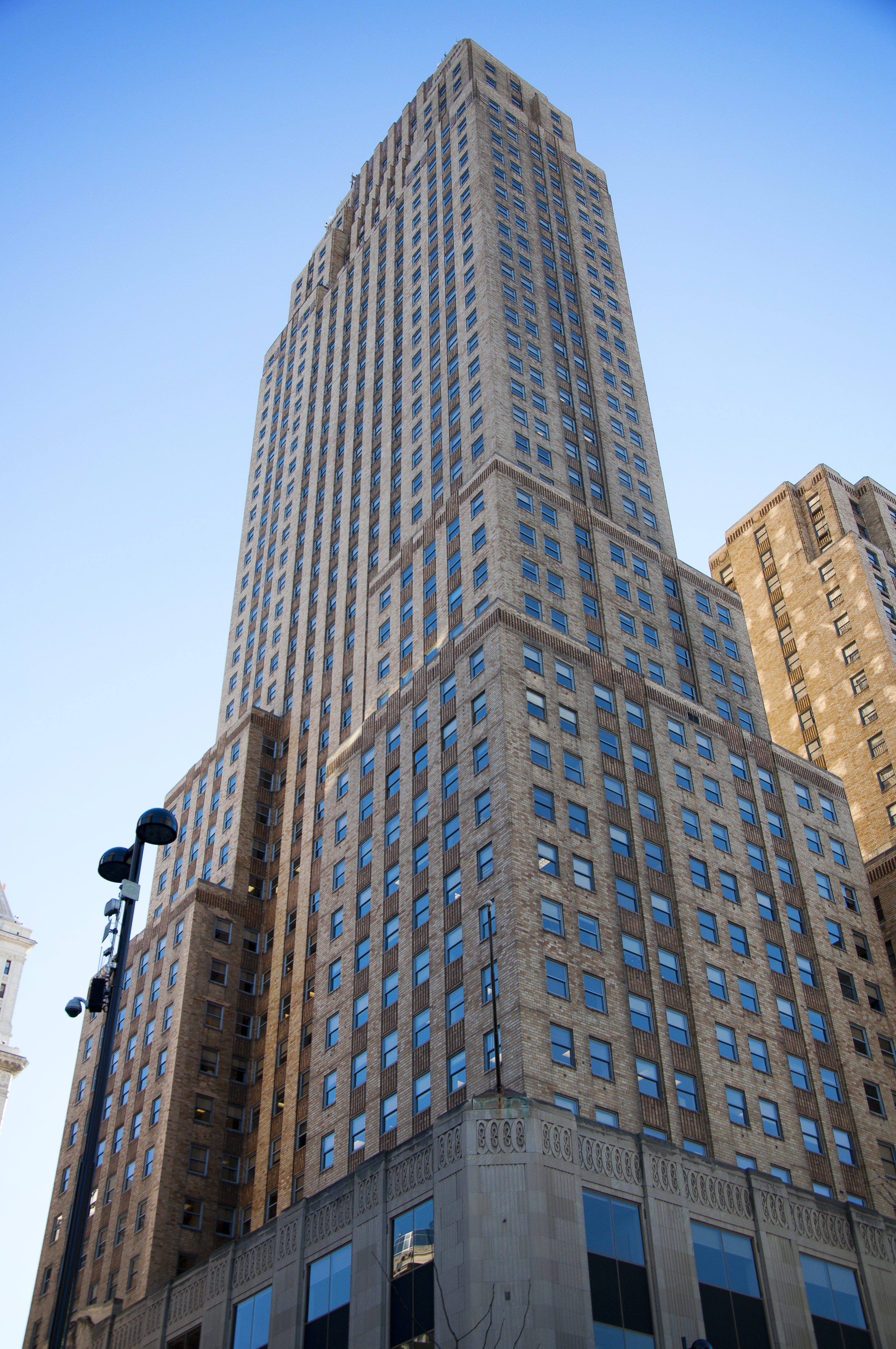
La tour Carew

Troisième ville de l’État, centre de distribution du charbon, du bois, du fer et du sel, Cincinnati possède des industries agroalimentaires, métallurgiques et chimiques, des savonneries et des imprimeries, des usines de fabrication de moteurs d’avion et de pièces détachées de véhicules. Ainsi, Cincinnati abrite le siège social de la multinationale Procter & Gamble. Cincinnati est un foyer industriel de première importance : elle compte 300 entreprises et 180 000 salariés travaillent dans le secteur secondaire. Avant Chicago, la ville fut le grand centre de l'industrie alimentaire du pays ce qui lui valut le sobriquet de « Porkopolis ».

## Éducation
- Les écoles publiques de Cincinnati.
- Université de Cincinnati.
- Université Xavier.
- Art Academy

- Construite en 1853 sur les plans de J. W. MacLaughlin, la bibliothèque de Cincinnati impressionne par son immense atrium au sol de marbre, sur lequel donnent cinq étages où se trouvent les étagères. Première bibliothèque du pays à ouvrir le dimanche, elle est accessible tous les jours de 8 h à 22 h. Elle connaît des difficultés financières après la crise de 1929. Elle ferme en 1955, tandis qu'un bâtiment moderne la remplace la même année au 800 Vine Street. John Fleishman a raconté son histoire dans le livre Free & Public : One Hundred and Fifty Years at the Public Library of Cincinnati and Hamilton County 1853-2003[19].

## Transports

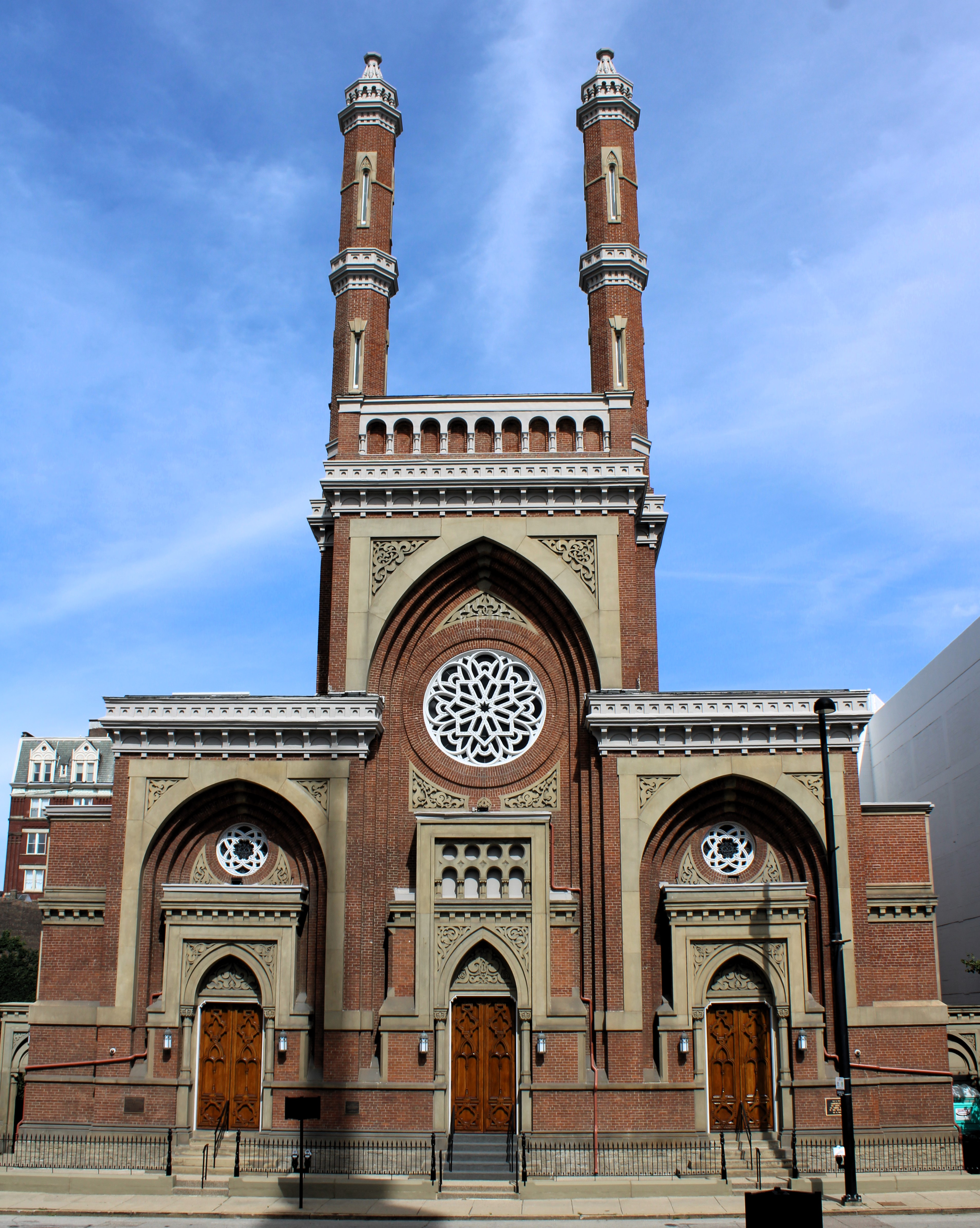
Isaac M. Wise Temple à Cincinnati.

Cincinnati possède un aéroport (code AITA : CVG), l'aéroport international de Cincinnati-Northern Kentucky. Le code AITA de cet aéroport correspond à la ville de Covington, dans le Kentucky, également desservie.

## Religion
En 1865 est inaugurée la synagogue Isaac M. Wise Temple.